# Diplogrammus xenicus
Diplogrammus xenicus là một loài cá biển thuộc chi Diplogrammus trong họ Cá đàn lia. Loài này được mô tả lần đầu tiên vào năm 1914.

## Phân bố và môi trường sống
D. xenicus có phạm vi phân bố ở Đông Nam Ấn Độ Dương và Tây Thái Bình Dương. Loài cá này được tìm thấy ở vùng biển ngoài khơi phía nam Nhật Bản và quần đảo Ryukyu; ở Úc, D. xenicus được ghi nhận ở hai bờ đông-tây ở khoảng vĩ độ 30°N. Chúng sống ở độ sâu khoảng 5 – 40 m.

## Mô tả
Chiều dài cơ thể tối đa được ghi nhận ở D. xenicus là 8 cm.